# Émile Gentil
Pour les articles homonymes, voir Gentil.
Émile Gentil (né le 4 avril 1866 à Volmunster en Moselle et mort le 30 mars 1914 à Bordeaux) est un officier de marine, explorateur et administrateur colonial français. Il a donné son nom à Port-Gentil, la capitale économique du Gabon.

## Biographie
Gentil est diplômé de l'École navale. Après avoir servi dans la Marine, il est chargé en tant qu'enseigne d’une mission hydrographique au Gabon, entre 1890 et 1892. Il choisit ensuite d'intégrer l’administration coloniale.

### Première mission: 1895-1897
Son but est de trouver la voie la plus praticable entre le Gabon et le Tchad pour constituer un bloc unique.
Le 27 juillet 1895, il entreprend la remontée du fleuve Congo à bord du Léon-Blot, un vapeur monté sur place. Le Léon-Blot est démonté, transporté à travers la forêt tropicale pour naviguer sur l’Oubangui, le Kemo, son affluent, puis, après un nouveau démontage, le Chari.
En octobre 1897, il signe avec le sultan Gaourang un traité d’alliance qui confie à la France le protectorat sur le Baghirmi pour le protéger de Rabah.
Le 20 octobre, il pénètre dans le pays de Rabah et atteint le lac Tchad le 28. Il rentre ensuite en France.

### Seconde mission: 1899
Son but est de refouler Rabah, qui a défait Gaourang, qui demande secours en vertu du traité de protectorat. Le 16 août 1899, descendant le Chari, il atteint le village de Tounia Kankao (futur Fort-Archambault, aujourd'hui Sahr), où il apprend la mort d'Henri Bretonnet, qui dirigeait une mission dans le Chari, tué lors du combat de Togbao le 17 juillet.
Le 28 octobre 1899, il attaque à Kouno la plus importante garnison de Rabah où il est mis en échec. Le 11 avril 1900, à Mandjafa, il fait sa jonction avec la mission Foureau-Lamy et la mission Joalland-Meynier pour l’affrontement final avec Rabah à Kousséri, qui a lieu le 22 avril 1900 et au cours duquel le commandant Lamy est tué. Gentil prend le commandement et fonde, le 29 mai 1900, Fort Lamy — actuelle capitale du Tchad (Ndjamena).

### Commissaire général: 1902
Le 5 février 1902, il est nommé commissaire général du gouvernement au Congo français. Hostile à la mission Brazza, venue enquêter en 1905, sur les exactions des Français à l'endroit des populations indigènes, malmené par la presse dans l'affaire des massacres du Congo, mais innocenté par la commission Lanessan qui livre le rapport Brazza, Gentil reste en poste et organise les quatre circonscriptions du Gabon, du Moyen-Congo, de l’Oubangui-Chari et du Tchad, qui formeront l'AEF. Il quitte l’Afrique en 1910.
L'ensemble de ces missions a été consigné dans des Comptes rendus de la Société de géographie. Le gouvernement a conféré le nom de l'explorateur à un port établi à l'embouchure de l'Ogooué : Port-Gentil, au Gabon.
Il est inhumé au cimetière du Père-Lachaise (85e division) avec son épouse, la pianiste Rose Depecker.
Plusieurs timbres à son effigie ont été émis en Afrique équatoriale française, certains surchargés « Afrique française libre » ou « Libre ».
Un billet de 20F le représentant au recto a été émis en 1946 par la Caisse Centrale de la France d’Outre-mer.

## Décorations
- Grande médaille d'or des explorations (1899)
- Commandeur de la Légion d'honneur (22 février 1908)

## Publications
- « La chute de l'empire de Rabah (1895-1898) », dans Le Tour du Monde, 1901, p. 529-624 (lire en ligne)
- La chute de l'Empire de Rabah, Paris, Hachette, 1902, 308 p. (lire en ligne)
- Itinéraire de la mission E. Gentil entre l'Oubangui et le Tchad 1895-1898, Société de géographie, Paris, 1898 (lire en ligne)

### Sources partielles
- A. Decaux, A. Castelot, Le Grand Dictionnaire d'Histoire de la France, Publications Frossard, 1979.